# Mispila papuana
Mispila papuana är en skalbaggsart som beskrevs av Stefan von Breuning 1940. Mispila papuana ingår i släktet Mispila och familjen långhorningar. Inga underarter finns listade i Catalogue of Life.